# Paul Desfarges
Paul Jacques Marie Desfarges SJ (ur. 7 maja 1944 w Saint-Étienne) – francuski duchowny katolicki, arcybiskup Algieru w latach 2017–2021.

## Życiorys

### Prezbiterat
Święcenia kapłańskie przyjął 14 grudnia 1975 w zakonie jezuitów. Rok później wyjechał do Algierii i został wykładowcą uniwersytetu w Konstantynie. W latach 1983–2005 był także wikariuszem generalnym tamtejszej diecezji. Po zwolnieniu go z tej funkcji kontynuował pracę na uniwersytecie w Konstantynie, a następnie został przełożonym stołecznej wspólnoty zakonnej.

### Episkopat
21 listopada 2008 został mianowany biskupem Konstantyny. Sakry biskupiej udzielił mu 12 lutego 2009 – abp Ghaleb Bader.
24 grudnia 2016 papież Franciszek mianował go arcybiskupem metropolitą Algieru. Ingres odbył się 10 lutego 2017. 27 grudnia 2021 papież przyjął jego rezygnację z pełnionego urzędu, złożoną ze względu na wiek. 
Od 2015 pełni funkcję przewodniczącego Konferencji Episkopatu Afryki Północnej.